# マーダーライセンス牙
『マーダーライセンス牙』（マーダーライセンスきば）は、平松伸二による日本の漫画。『スーパージャンプ』（集英社）において連載された。

## 内容
スポーツジムの講師である木葉 優児（きば ゆうじ）と内閣総理大臣の板垣 重政（いたがき しげまさ）は、表向きは面識さえもない赤の他人であるが、実は血を分けた親子である。国民にとって危険な悪を殺す指令を板垣が出し、忍者の能力を持つ優児が実行するという関係にあった。このことは、一部の者しか知らない。伝達は、「一切の隠し事をしない」という意味で全裸になった後、盗聴防止機能つきのタンク形シェルターの中で行われる。
忍者の能力に加え、日本でただ1人「殺人許可証」（マーダーライセンス）を持つ優児が巨悪を抹殺していく姿が、清廉潔白な板垣の人間性や政治家としての信念を交えながら描かれている。
連載当時の政治世相を色濃く反映しており、特定の政治家によく似た人物が多数登場し、直接は登場せず話題にのみ挙げる場合などは実在の人物がそのまま引用されることもある。国際問題を取り扱うエピソードも多いが、ストーリーに直接関わる国は一部を除いて国名を明記せず「C国」「A国」などと伏せて登場させている。しかし同じ国でも回によって伏せていたりいなかったりと、作中での取り上げ方によって扱いはまちまちである。

## 欠番
『スーパージャンプ』1989年10月号掲載の第14話「罪の清算」では、実在の犯罪者をモデルとしたとみられる人物を登場させ、「事件の死刑囚が、自分の罪を反省して、面会に来た死刑廃止論者の議員に「生きて償いたい」と主張し、議員もそれを受けて議会で死刑廃止を訴えるも、実は死刑囚は復讐のために態度を偽っていた」という展開に対して死刑廃止を訴える団体や個人から「実在の事件とフィクションを混同させ、モデルとみられる人物の人権を著しく侵害している」と指摘があった。そのため、次号で編集部と平松は連名でお詫びを掲載、「罪の清算」は単行本未収録になった。その後、この話は作者の短編集『ハランの時代』 (ASIN B00KL68DS4)や、コンビニコミック『マーダーライセンス牙スペシャル 死神の影編』 (ISBN 9784537160451) に収録された。なお、『死神の影編』ではサブタイトルが「死刑制度」に改められている。

## 登場人物

### 牙指令関係者
木葉 優児（きば ゆうじ）
主人公。物語開始時点で20歳にして既に木葉流忍術の14世継承者。実の父親である板垣総理より「牙指令」を受け、戦争勃発を目論む巨悪、犯罪組織、暗殺者など、日本や国際社会に害を成す様々な外道を地獄へ落としていく。「日本の最大の防衛費」とも称される。
諜報活動や暗殺活動の他、奥義の1つ「マッスルコントロール」で全身の筋肉を自在に操り、頭髪以外の全てを女性へ変形させることさえできる（髪型はベリーショートになるため、ロングストレートのかつらを着用する。本人自身が美男子なので変身後も美女。男性器は体の中に引っ込む）。男性での表の顔はスイミングスクールやアスレチックのインストラクターにしてスポーツ栄養学のコンサルタント、女性での表の顔は板垣の主治医・木葉 優子（きば ゆうこ）という素性になっている。
以上のことから素性を知らないスイミングスクールの面々などには美貌共々完璧な存在と思われているが、実際には若干ながら一般人と同様の心理面の弱さを持ち合わせており、そこを敵に突かれて危機に陥る姿も描かれている。普段はクールな性格で牙指令にも冷徹に臨むが、悪を憎む熱い心は板垣にも負けておらず、また、三太夫などの親しい人間の前では砕けた一面を見せることもある。
母の雪絵は木場忍流の後継者であると同時に板垣の秘書であり、恋人であった。その雪絵が板垣のもとを去り、里で密かに産み落とした板垣の子こそが優児である。父親である板垣の力となるべく修業を受けて育ち（優児自身は父親のことを知らず、死に際の雪絵の言葉で初めて知った）、15歳の時に暗殺者から板垣を救う形で父親との対面を果たす。以来、板垣の「牙」として戦い続けている。
牙指令時や強敵との戦いでは本来の優児の姿で行動するが、板垣や要人が暗殺者に狙われた際など、緊急時には優子の姿のまま戦う。その状態でも本来の姿の時には及ばないにしても卓越した戦闘力を発揮し、正体を知らない人間からはしばしば「スーパーレディ」と呼ばれる。
最終回では、アメリカ、ロシアの大統領と共にWHOに拉致された板垣を助けるために、サラエボの紛争地帯に向かう。そこで激戦の末にWHOの幹部を倒し、3首脳を救出して世界が再び冷戦に陥る事態は回避したが、同時にWHOの攻撃によって大規模な戦闘が勃発。戦争を止めるべく、板垣の静止を振り切って戦場に向かう所で物語は終わる。本作における最終的な生死は不明だったが、後に『マーダーライセンス牙&ブラックエンジェルズ』にて主人公の1人として再登場する。
板垣 重政（いたがき しげまさ）
本作における日本国内閣総理大臣。日本や国際社会にとって害となる巨悪、とりわけ戦争を望む者たちを「牙指令」を下すことによって木場に抹殺させる。合言葉は「牙を突き立てろ」。
優子とは普段は総理と主治医という間柄で周囲の人物に知れ渡っているが、実際は親子である。
総理大臣という役職に媚びることは一切せず、悪徳政治家の談合が発見されるや否や自ら現場に駆け付けて不良役員へは鉄拳制裁を行った後で即座に処分するなど、権力欲に取り付かれた人間を断固として許さない真っ直ぐな心を持つ。一方で番外編「ランバヤ国のビィ〜ン王子」ではスケベな一面を見せてしまい、なんとかイメージを回復しなければと悩んでいた。
「国民は自分の家族」という信条を持ち、国民の安全や社会の活性化を率先して取り組むその方針から、国民からの信頼が非常に厚い。その一方、国民を何よりも優先する方針を気に入らない官僚関係者（現実の政治家がモデルとなっており、それを架空の理想の政治家たる板垣が糺すという筋書きになっている）や悪の組織から命を狙われることも少なくない。
戦時中、国際法で禁止されていた化学兵器を極秘裏に研究・開発する「零号部隊」の見習い技術者の1人であり、当初は純粋に「お国のため」という気持ちを以て配属されたが、零号部隊の悪魔的な実態を知ったことで脱走を決行し、多くの仲間が殺される中で同僚の土高（どこう）昭盛と2人だけでなんとか逃げ延び、その凄惨な経験と焦土と化した日本を見たことから二度と戦争を繰り返さないために働くことを決意する。それが政治家としての原点であり、その確固たる信念は現在を以ても揺らぐことは無く、どんな相手であろうと平和を脅かす外道を抹殺することに躊躇は無い。
政治家としては派閥に所属せず、財産も故郷のO県の旧家だけ。人間的魅力だけで総理大臣の座に就いたことに九鬼は呆れていたが、資金面は戦時中からの盟友で、経団連会長となった土高が支えている。
戦闘力は木葉に及ばないものの、武芸百般に通じ、身を挺して戦うこともある。また、絶体絶命の状況でも決して諦めることのない根性を持っている。
東堂 俊介（とうどう しゅんすけ）
内閣情報調査室長であり、牙指令に関わる1人。警察官僚出身のエリートで、板垣が全幅の信頼を寄せる1人。有事には自ら現場に赴き、必要とあらば自身の手で外道を撃つことも辞さない。板垣の意思は最大限に尊重する一方、板垣の身を案じ、自分の身を顧みない彼の行動を静止する場面も見られる。
物語前半時点で30代後半で独身故、板垣からも見合いを勧められることもあった（一度プロポーズにまで至ったこともあるが、事件に巻き込まれ、相手は家族共々死んでしまった）。本人も気にしているらしく、部下の婚約や同期の結婚の際にはつまらなそうな顔をしていた。
『マーダーライセンス牙&ブラックエンジェルズ』にも登場するが、物語後半の事件で死亡してしまう。しかし、その後の時系列にあたる『ザ・松田 超人最強伝説』では何事も無かったように復活していた。
河山 三郎（こうやま さぶろう）
検事総長であり、牙指令に関わる1人。
板垣が若手議員だった頃からの付き合いであり、密室にて裸で向き合うという牙指令のシステムが体質に合わないながらも、常に板垣に最大限の尊敬と信頼を寄せる人物。一方、板垣の政治生命を案じるが故に、あまりに相手が悪い牙指令には反対することも見受けられた。
白楽に操られ、板垣抹殺に利用されるが、木葉に救われる。しかし、直後に現れた敵の銃撃から身を挺して木葉を守り、命を落とした。

### 協力者
木葉三太夫（きば さんだゆう）
木葉フィットネスクラブのオーナー兼スイミングインストラクター。物語開始時点で63歳。表向きは木葉の祖父ということになっているが、実際は木葉忍流の使い手の忍者であり、木葉の師匠にあたる。しかし互いに本当の祖父と孫のように思っており、木葉にも任務外や2人の時は「老師」ではなく「じっちゃん」と呼ぶように言っている。普段はひょうきんでスケベな老人だが、木葉忍流の達人であり、老いても尚その実力は衰えを知らず、木葉と共に数々の牙指令を成功に導いていた。実践のみならず、木場を助ける様々な忍道具の開発も手掛けている。
物語中盤過ぎにて、ディック・サイボーグとの戦いで致命傷を負いながらも、木葉を勝利に導き、彼に看取られながら息を引き取る。『牙＆ブラック』では優児の自宅に仏壇があることが描写されている。
イワン・ラングレン
ソ連大統領ゾルバチェフの警護隊長。元スペツナズ隊長。優れた戦闘力の持ち主であると同時に、冷静に状況を見極め、的確な判断ができる人物。過去に重傷を負った自分に輸血をしてくれたゾルバチェフへ忠誠心は強いが義にも篤く、WHOの策略で「日本がゾルバチェフの暗殺を狙った」と誘導されそうになった際にも、板垣の身体を張った潔白の証明を信じた。九鬼妖介との戦いで左腕を切り落とされながらも、核の爆発から日本を守るため、木場に世界の未来を託して自分の身を犠牲に飛行船の進路を変えた。爆発間際、まだ生きていた九鬼に襲い掛かられるも勝利を確信して微笑み、核爆発で九鬼と運命を共にするという壮絶な最期を遂げた。
リエ
三太夫の孫娘であり、彼に忍術の修行を付けられたくノ一でもある少女。中国で暮らしていたが両親を亡くし、三太夫の死後に木葉の前に現れる。木葉は当初は彼女を闇の世界に関わらせまいとしていたが、やがて牙指令に携わっていくことになる。天真爛漫な少女だが三太夫に仕込まれた木場流忍術は本物で、また、敵の拷問で痛めつけられても口を割らない気丈さも持つ。しかし経験の浅さからピンチに陥ることも少なくない。Xやばっちゃんが登場して以降は全く姿を見せなくなった。
X（エックス）
アメリカのクラストン大統領が最も信頼する人物であり、アメリカにおける「牙」に相当する存在。木場と互角かそれ以上の実力の持つ美青年で、スーパーファインメタルを用いて敵をX字に切り裂く戦法を用いる。とある東洋人の女性を「女神」と呼んで敬っていたが、彼女が爆破テロによって大勢の罪の無い人たち諸共殺害されたことでテロリストを激しく憎悪しており、一切の情けを掛けない。原発爆破を狙うテロとの戦いで木場と共闘する。
その「女神」は木場の里の出身者である風子（ふうこ）で、木場とも顔馴染みであった。その縁もあって任務外で木場と行動を共にしたり、別の任務で協力することもあった。
ばっちゃん
九龍城砦で闇医者を営んでいた老婆で、木葉忍流の使い手でもある。本名不明。三太夫とは古い付き合いで、互いに「クソジジイ」「クソババア」呼ばわりする間柄ではあるが、嘗ては恋人だった様子を窺わせる。九龍城砦解体と同時に日本に渡るが、三太夫の死を知り、以降は登場しなくなったリエに代わって木葉の相棒となる。普段は歌舞伎町のストリップ劇場でマネージャー兼掃除婦を務めている。

### 敵対者

#### 九鬼一派
九鬼 容堂（くき ようどう）
財政界の黒幕であり、警察、自衛隊はおろか国家の中枢にまで勢力を持つ人物。戦時中は「零号部隊」の隊長であり、当時見習い技術員だった板垣の上官だった。非道な人体実験にて技術員を悪魔の思想で洗脳し、逃げ出した者は容赦なく抹殺したことから、その僅かな生き残りである板垣とも浅からぬ因縁がある。
軍国主義の亡霊とも言うべき存在で、自衛隊の軍隊化、核の保有によって日米安保条約を撤廃し、日本を「真の独立国」とすること、そして軍事帝国としての日本を復活させ、アジアへの軍事侵攻を行うという野望のために軍事クーデターを起こす。国民投票によって板垣と自分の思想のどちらを選ぶか国民に問う局面になると、様々な工作によって世論を自身の思うが侭に誘導する。しかし木場によって真実が暴露され、国民投票で惨敗するや否や、核ミサイルの発射という暴挙に出る。その後、地下基地に乗り込んできた板垣たちと対峙し、最期は板垣に殺されそうになるも、総理が手を汚すべきではないとした木場によって斬殺され、「大日本帝国バンザイ」と言い残して死亡した。
北原 政宗（きたはら まさむね）
陸上幕僚副長。階級は陸将。九鬼の子飼いの自衛官であり、日米安保条約撤廃と自衛隊の軍隊化という九鬼の思想を実現すべく、思想に共感する自衛隊員を抱き込んで軍事クーデターを引き起こす。原子力発電所を襲撃し、強奪した大量のプルトニウムで15基もの核ミサイルを造り、北富士演習場の地下基地より武装蜂起を宣言する。
国民投票の際には傭兵クローバー兄弟の洗脳で起こさせた米軍の不祥事に加え、「横須賀に入港しているフリゲート艦に核弾頭が積まれている」という嘘を涙を流して国民に訴え、世論を誘導していくが木場に阻止される。最後は地下基地で核ミサイル発射を盾に木場と板垣を始末しようとしたが、東堂に射殺された。

#### ヘルス・アサシンズ
アイアン・レディ
ヘルス・アサシンズの女殺し屋であり、タッチャー首相暗殺のために送り込まれた刺客。体内に特異なアドレナリンホルモンがあり興奮すると筋骨隆々な体となる。猛毒リシンを塗った爪による攻撃で木葉に挑むが自分の手にかすり傷をおってしまい動揺したところを日本刀で脳天から串刺しにされ死亡。
板垣はその遺体を丁重に弔うようにと九鬼に送り返すが無慈悲にも鰐の餌にしてしまう。
芥（あくた）
木場忍流の抜け忍、その後ヘルスアサシンズの殺し屋となる。自分より劣っていると考えていた木場が本家の血を継いでいるという理由で自分より上の身分となる因習を嫌い里を抜ける。
木場忍流奥義の前に敗れる。
白楽（はくらく）
戦時中、中国に侵攻した日本の陸軍上層部を次々と殺した暗殺者。針を用いた暗殺や洗脳を自在に行う技に加え、「空気を相手にしているようだ」と形容される「空流一体」の動きを極め、齢114に達する身でありながら木場忍流奥義すら通じない達人である。戦時中に若き日の三太夫と戦ったことがあるが、決着は付かず終いだった。河山を洗脳して板垣を殺そうとしたが失敗し、河山の救出にきた木場をその技で追い詰める。しかし偶然落ちた雷により、木場に刺さっていた針が飛び散って目を潰され、さらに木場が倒れた拍子に構えていた刀で首を切り落とされて死亡した。作中では木場が実力では倒せなかった数少ない相手である。
王 孔明（おう こうめい）
香港最大の財閥「王財閥」の若き総帥にして、ヘルズ・アサシンズの首魁。1997年の香港返還の際（掲載当時は1990年）に中国政府が一国二制度を無視して香港を共産主義に没収することと、それによる財閥の解体を危惧し、核の保有による香港の独立、および中国への対抗のための「香日安保条約」の締結を目論む。そのために共通の障害である板垣を始末するべく九鬼と手を結んでいる。
白楽の弟子でもあり、同じく空流一体の動きを極めている。故に木場も当初は手も足も出なかったが、三太夫の言葉で「奥義の中の究極奥義」に気付き、空蝉を連続で放つことでようやく空流一体と互角の地平に立つ。それすらもかわしたが、回転の方向を逆手に取った木場によってさらに上に飛ばれ、斬殺された。

#### WHO（フー）
軍産複合体の中に存在する闇の組織。戦争を「人類の進歩への多大な貢献」と呼び、反戦を唱える政治家や影響力を持つ人間を数多く始末してきたと同時に、テロや諜報活動とあらゆる手を使って世界に戦火を広げようとしている。世界中にネットワークを持ち、各国の要人すらも所属しているとされるがその実態はCIAを以ても掴むことができず、「WHO（誰？）」と呼ばれている。
実在する世界保健機関は略称が同じ「WHO」だが無関係。
九鬼 妖介（くき ようすけ）
九鬼容堂の息子にして、WHO極東支部司令官。世界を冷戦状態に逆戻りさせるべく策を巡らせる。九鬼の後継者として生まれた10人の子供の1人であり、兄弟同士で強要された殺し合いに勝ち残り、母親すらも噛み殺したことで「憎悪のみが力の源」という価値観を持って育った。その後、多くの戦場を渡り歩いて数えきれないほどの人間を殺し、その憎悪を吸収することで人間離れした強さを得る。そのような生い立ちから「戦争こそが人類発展の最大要素」という考えに至っており、「平和は人間の進歩のパワーを奪うだけ」と言い放つなど、軍事力と支配によるものとは言え平和と繁栄を謳っていた父親とは逆の思想を持つ。木場、三太夫が太刀打ちできないほどの戦闘力の持ち主でもあり、捕らえた二人を洗脳してソ連大統領ゾルバチェフ暗殺に利用する。暗殺自体は失敗したものの、それによってソ連にクーデターを発生させることには成功する。しかしそれも木場たちに阻止されると、今度はステルス機で北方領土を攻撃し、直接ソ連と日本を戦争に持ち込ませようと目論んだ。飛行船に乗り込んできた木場たちやイワンを圧倒するも、無の境地に達した木場に敗北。その後、捨て身で飛行船の進路を変えたイワンに襲い掛かったが、飛行船に積まれていた核の爆発によって彼と運命を共にする。
しかし核爆発に巻き込まれながらも脳だけの状態でありながら生き延びており、WHOに回収される。木場への復讐のため、バーチャル・リアリティを用いて異形の怪物と化し、同じく自分自身をイメージした木場と仮想の戦いを繰り広げる。一度は木場を追い詰めたが、臨死状態の木場の仮想によって現れた三太夫の魂によって阻止され、逆転される。仮想の戦いに負けた後は木場に脳を細切れにされ、完全に死亡した。
ディック・サイボーグ
WHO環太平洋支部総司令官。優秀なスポーツ選手の子供を100人以上誘拐し、悪魔の殺人訓練による洗脳でテロリストへ仕立て上げている。殺し合いこそが人間の本能と考え、平和の祭典であるバルセロナオリンピック（掲載当時は1992年）を洗脳した少年たちに血の海へと変えさせることで、世界に戦いの必要性を啓示しようと目論む。名前の通り全身をサイボーグ化しており、時速100キロの動き、6メートルのジャンプ、衝撃1トンのパンチを放つことすら可能で、その鋼鉄の身体は木場の刀も全く通らない頑強さを持つ。人間にはバトルサイボーグである自分を倒すことは絶対に不可能と豪語していたが、最後は木場と三太夫の捨て身の連携により首を切り落とされる。自分が負けたことを信じられずにいたが、「人間の可能性は無限大」だと三太夫に説かれ、負けを認めたように押し黙った所を唯一生身であった脳を貫かれて機能を停止した。しかしこの戦いで木場は老師という大き過ぎる犠牲を払うことになる。
シュタイナー
九鬼妖介の部下。自らWHOを名乗り、海溝の断層で核爆弾を爆発させることで人工的な地震を起こして日本を脅迫する。東堂の故郷である神沖島の住人を人質に日本政府に100億ドルを要求するが、卑劣な策で板垣らを出し抜き、地震と津波によって神沖島を壊滅させ、住人のうち避難先から強引に戻った（そう誘導された）約50人を殺害。さらに首都圏そのものを人質に1000億ドルを要求した。しんかい6500に搭乗した木場に爆弾を解除されると、自らの潜水艦に木場を招き、10万ボルトの電流を放つ翔電導によって木場と戦うも敗北し、左腕を切り落とされる。その後、九鬼の脳が原子力潜水艦そのものを核ミサイル代わりに東京湾に突っ込もうとしていることを知り、愕然とする。最後は九鬼の死によって起きた機器のショートで部下共々感電死した。
サラエボの悪魔
本作最後の敵。本名は不明だが、組織内での言動からWHOでも特に高い地位にいることがうかがえる。軍産複合体であるWHOが生き残る最大のチャンスであるボスニア紛争（掲載当時は1994年）を長期化させるべく、戦地に介入している。戦闘を繰り広げるセルビア人、クロアチア人、ムスリム人の三勢力それぞれの仕業に見せかけて日本の板垣、アメリカのクラストン、ロシアのエリチェンコの三首脳を拉致。それによって三勢力を一触即発の睨み合いに追い込み、WHOの攻撃によって戦闘を誘発し、紛争を長期化。さらには三首脳を殺害し、三勢力に殺されたと世界に知らしめることでボスニアを中心に世界を再び冷戦状態に突入させようと目論む。
首脳たちを救出に来た木場に「正義の大義名分で多くの人間を殺した」ことを認識させ、罪悪感の幻覚へと落とし込んだ。しかし木場の潜在意識の中の板垣が「最大の悪事は戦争であり、戦争を引き起こす者を弱者を守るために抹殺することは、悪ではなく牙の正義」と説いたことで、正気に戻った木場に「牙」を突き立てられて死亡した。

### その他
木場 雪絵（きば ゆきえ）
優児の母親であり、木場忍流13代当主（ただし、父親である12代当主より先に死亡しているため、実際には当主の座には就いていない）。故人。物語開始から20年前、当時中堅政治家として地盤を固めていた板垣の秘書であり、恋人でもあったが、木場忍流の後継者という立場が板垣の政治生命に与える影響を恐れ、自ら姿を消した。しかし、この時には既に板垣の子を身籠っており、それが優児であった。優児が7歳の頃までは直接忍法の手ほどきをするほど元気だったが、その後体調を崩し、優児が15歳の時に優児の父親が板垣であることを告げて病死した。戒名は「雪華院比翼連理」。
木場 優子（きば ゆうこ）
優児の双子の妹（二卵性双生児）。享年15。木場忍流は一子相伝であり、本家跡取りが二人生まれた場合は片方が裏忍流に引き取られる（本忍流と裏忍流が力を合わせ、争いを起こさぬためのしきたり）ため、誕生後間もなく裏忍流の頭である木場虎次郎（きば こじろう）に引き取られ、育てられた。その容姿は女性化した優児と瓜二つ。彼女もマッスルコントロールを会得しており、男性化した姿は優児そのものである。
裏忍流は全国を渡り歩き、仕えるに値する正義の心を持った主君を探すことを使命とし、ようやく主君に相応しい人物として板垣を見出したものの虎次郎は下忍頭に暗殺され、以降は下忍頭が新たな頭となって悪徳権力者から汚れ仕事を請け負っていた。その旅の最中に優児と互いの素性も知らぬまま再会し、心を通わせる。しかしその後、雪絵の最期の言葉から優児との関係性を知り、さらに優子を木場忍流の当主に据えようとする頭が木場の里を襲撃したため、兄と戦うことを拒み、自らが優児の身代わりとなって頭に斬り伏せられ、優児の腕の中で息を引き取った。その後、頭は優児に抹殺された。以来、優児は「優子はおれの体の中に生きている」とし、女性化の際には「木場優子」と名乗っている。

## 他作品への登場
マーダーライセンス牙&ブラックエンジェルズ
「スーパージャンプ」に連載された。作者の代表作『ブラック・エンジェルズ』の登場人物たちとのクロスオーバー作品で、『マーダーライセンス牙』最終話時点の設定を引き継いでいる。作品初回の時点では板垣は総理から退任していたが、現職総理が心筋梗塞で倒れたことにより再び総理大臣に任命される。前作では完璧な理想の政治家として描かれた板垣総理だが、本作では国民の反発を招く政策を実行せざるを得ない立場も描かれている。
外道坊&マーダーライセンス牙
元は「週刊漫画ゴラク」に連載されていた『外道坊』のシリーズ終盤へ優児が板垣と共にスピンオフ出演した後、2008年9月発売分以降はタイトルが本タイトルへ変更され、優児は主人公の外道坊と並ぶもう1人の主人公となった。この作品では優児と板垣の前世での姿も明らかとなる。板垣は『牙&ブラック』から引き続き総理大臣を務める。
極ラクゴ
「週刊漫画ゴラク」に連載された。読切として掲載された初回冒頭で、柳亭奇譚の贔屓筋として板垣（と優児）が登場している。作中の板垣の肩書きは元総理。
ザ・松田 ブラックエンジェルズ
「別冊漫画ゴラク」に連載された、『ブラック・エンジェルズ』のスピンオフ作品で、『牙＆ブラック』最終話以後の設定を引き継いでいる。「松田、連れ去る」「松田・日本代表」の2編に優子と板垣が登場している。作中の板垣の肩書きは元総理。
ザ・松田 超人最強伝説
『ザ・松田 ブラックエンジェルズ』の続編で引き続き「別冊漫画ゴラク」に連載された。前半と終盤に優子と板垣と、『牙&ブラック』で死亡したはずの東堂が登場している。作中の板垣の肩書きは元総理。
ブラック・エンジェルズ 雪藤ですが…何か!?
「グランドジャンプPREMIUM」2017年9月号に掲載された『ブラック・エンジェルズ』の新作短編。優子と板垣が登場している。作中の板垣の肩書きは元総理。